# Rząp

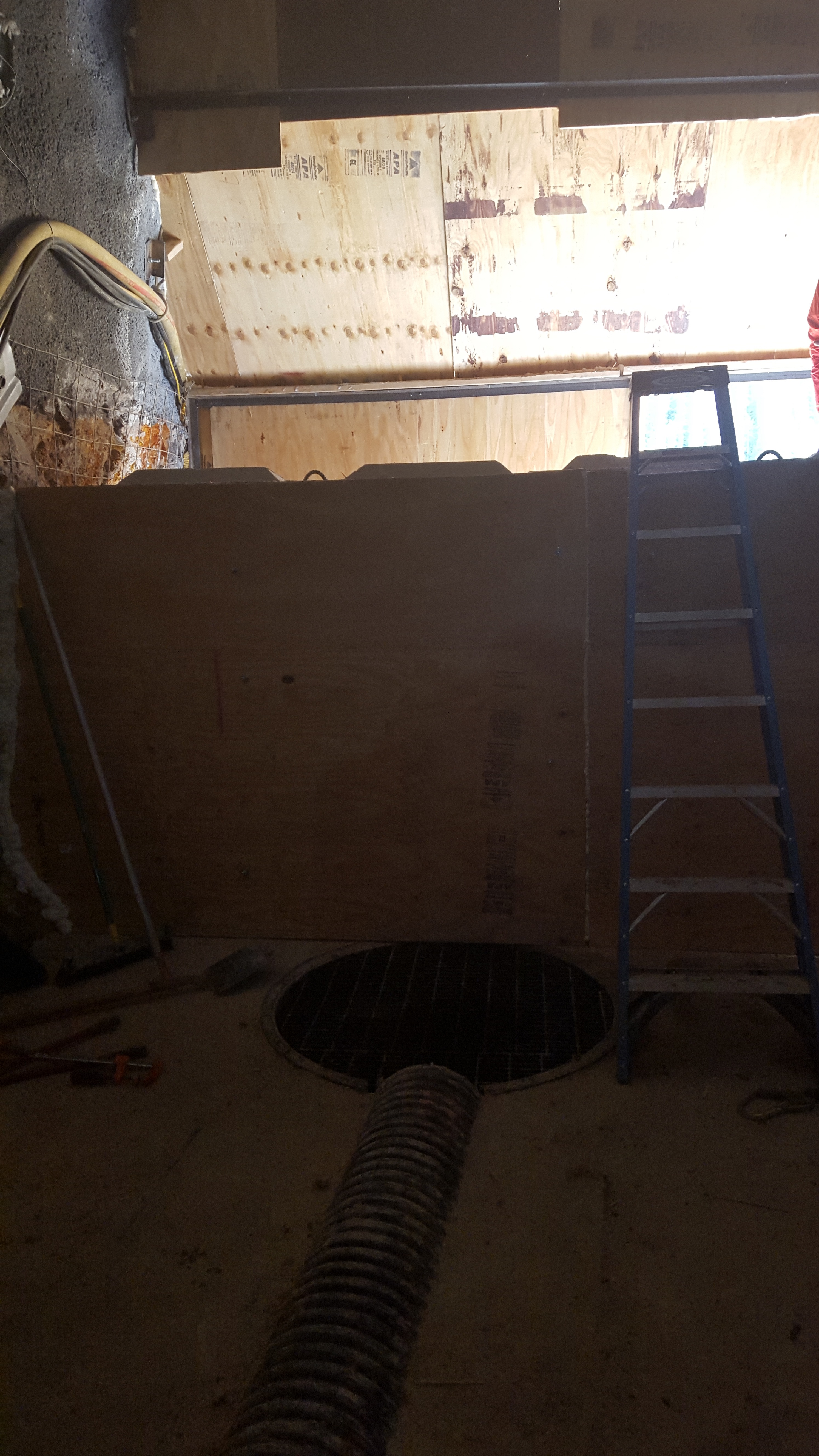
Rząpie sztolni w kopalni Gold King Mine

Rząp, rząpie, w górnictwie – najniższa część szybu usytuowana poniżej ostatniego poziomu wydobywczego w kopalni. Jest to nieeksploatowana część szybu, mająca za zadanie zbieranie ściekającej po ścianach wody. Zbierana woda jest następnie odsysana za pomocą pomp odwadniających.
W kopalniach soli (Bochnia, Wieliczka) pod nazwą "rząpie" lub "rząpik" występują studzienki, w których zbiera się solanka. Robotnik opróżniający "rząpiki" z solanki nosił nazwę "rząpiowego".
W górnictwie rud kruszcowych (rejon Olkusza) pod nazwą "rząpia" występuje studnia lub studzienka w zakładzie przeróbczym rudy, w której gromadzą się szlamy z płuczki. Robotnik wybierający te szlamy nosił nazwę "rząpiarza".